# Plasmidstabilität
Plasmidstabilität ist ein Begriff aus der Bakteriologie, der, je nach Kontext, eine von zwei Bedeutungen annehmen kann. Er wird genutzt im Zusammenhang mit Aussagen zur Stabilität eines Plasmids in einem Expressionssystem, für gewöhnlich in einer gentechnisch veränderten bakteriellen Zelle.

## Strukturelle Stabilität
Wenn von einer strukturellen Plasmidstabilität die Rede ist, so wird ein Urteil über die Beständigkeit der Form eines Plasmids gefällt. Eine geringe strukturelle Stabilität zeichnet sich durch gehäufte Veränderungen der im Plasmid enthaltenen Nukleotidsequenzen, das heißt Insertionen, Deletionen oder Punktmutationen, aus. Für gentechnische Verfahren ist eine hohe strukturelle Plasmidstabilität wichtig, da durch häufige Mutationen der Ertrag an erwünschten Produkten einer Genveränderung sinkt und vermehrt unerwünschte Nebenprodukte entstehen.

## Segregative Stabilität
Mit dem Begriff segregative Plasmidstabilität, oft in diesem Kontext auch nur Plasmidstabilität bezeichnet, wird eine Aussage über die Rate, mit der der Anteil an bakteriellen Zellen mit fremden oder veränderten Plasmiden innerhalb einer Kultur unter bestimmten Bedingungen höher oder geringer wird, getroffen. Bei der Kultivierung genetisch veränderter Bakterien ist eine hohe segregative Stabilität unabdingbar. Fremde Plasmide beziehungsweise Plasmidsequenzen gehen für einen Prokaryoten meist mit einem Nachteil bei der Weitergabe seiner DNS einher, somit werden transgene Bakterien über kurz oder lang von nicht manipulierten verdrängt.
Gängige, häufig angewandte Gegenmaßnahme ist gezielte Selektion durch Hinzufügen einer Resistenz über die Fremd-DNS, zum Beispiel einer Antibiotikaresistenz, die unveränderte Organismen nicht besitzen, und anschließende Kultivierung auf einem Nährmedium, das mit einem gegen ausschließlich die transgenen Bakterien nur eingeschränkt wirksamen Hemmstoff versehen ist. Außerdem kann man gewünschte plasmidiale Informationen zusätzlich fest in die chromosomale Struktur des Expressionssystems einbinden, sodass eine nachträgliche Trennung von der zugefügten DNS deutlich erschwert wird. Beide dieser beispielhaft genannten Maßnahmen zur Erhöhung der segregativen Plasmidstabilität können gleichzeitig angewandt werden.